# Mary Hoffman
Mary Hoffman, född 20 april 1945, är en brittisk författare av barnböcker.
Hoffman har skrivit över 90 böcker. Hennes första roman gavs ut 1975, och bland hennes tidiga böcker finns också 18 faktaböcker om vilda djur. De senaste åren har hon skrivit en serie fantasyromaner med samlingsrubriken Stravaganza. En annan serie handlar om flickan Emma (eller Grace som hon heter på engelska). De flesta av Hoffmans böcker är ännu inte översatta till svenska.